# Orizzontale destro
Orizzontale destro (sinistro) è un termine utilizzato in araldica per indicare una particolarità italiana;  sole che spunta dagli angoli di destra o di sinistra del capo, o da una linea di partizione; usato anche per la cometa.

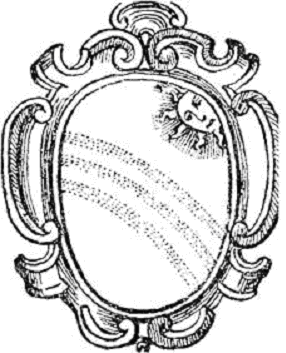
Sole orizzontale sinistro
Sole orizzontale destro (Isola Rossa, Francia)
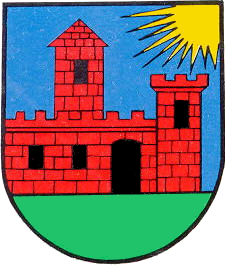
Sole orizzontale sinistro (Distretto di Kollnau, Waldkirch, Germania)